# Acid Rain
Acid Rain es un demo de la banda brasileña Angra. El álbum contiene apenas una canción, la versión demo de la canción Acid Rain, posteriormente lanzada en el álbum Rebirth el mismo año.

## Formación
- Eduardo Falaschi	– Voces
- Kiko Loureiro	– Guitarra
- Rafael Bittencourt – Guitarra
- Kiko Loureiro	– Bajo
- Aquiles Priester	– batería

- Datos: Q8187455